# Cornelis Lelylaan

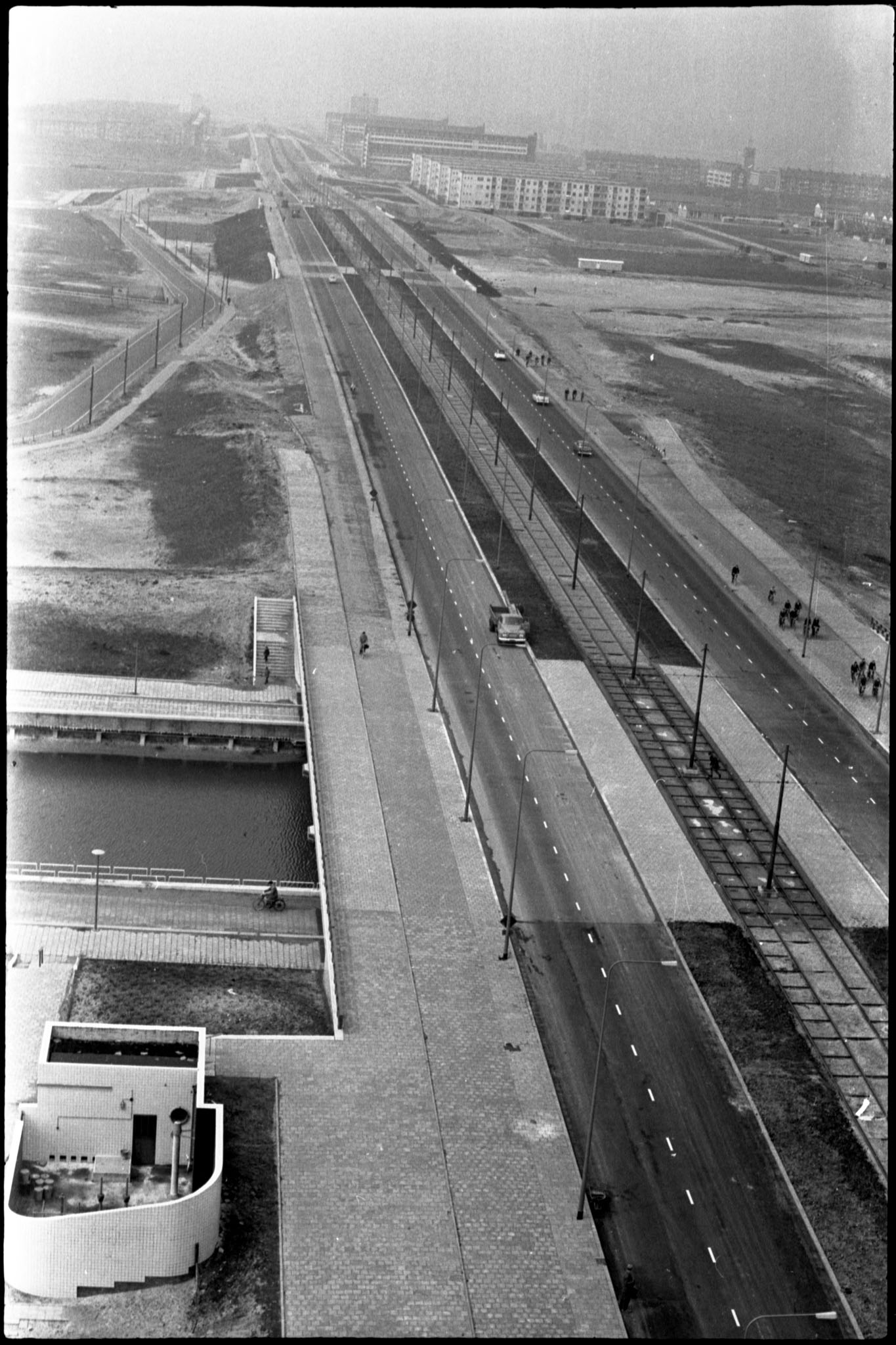
Corn. Lelylaan in april 1962, de weg en trambaan zijn nog niet in gebruik, links boven is de tijdelijke weg zichtbaar

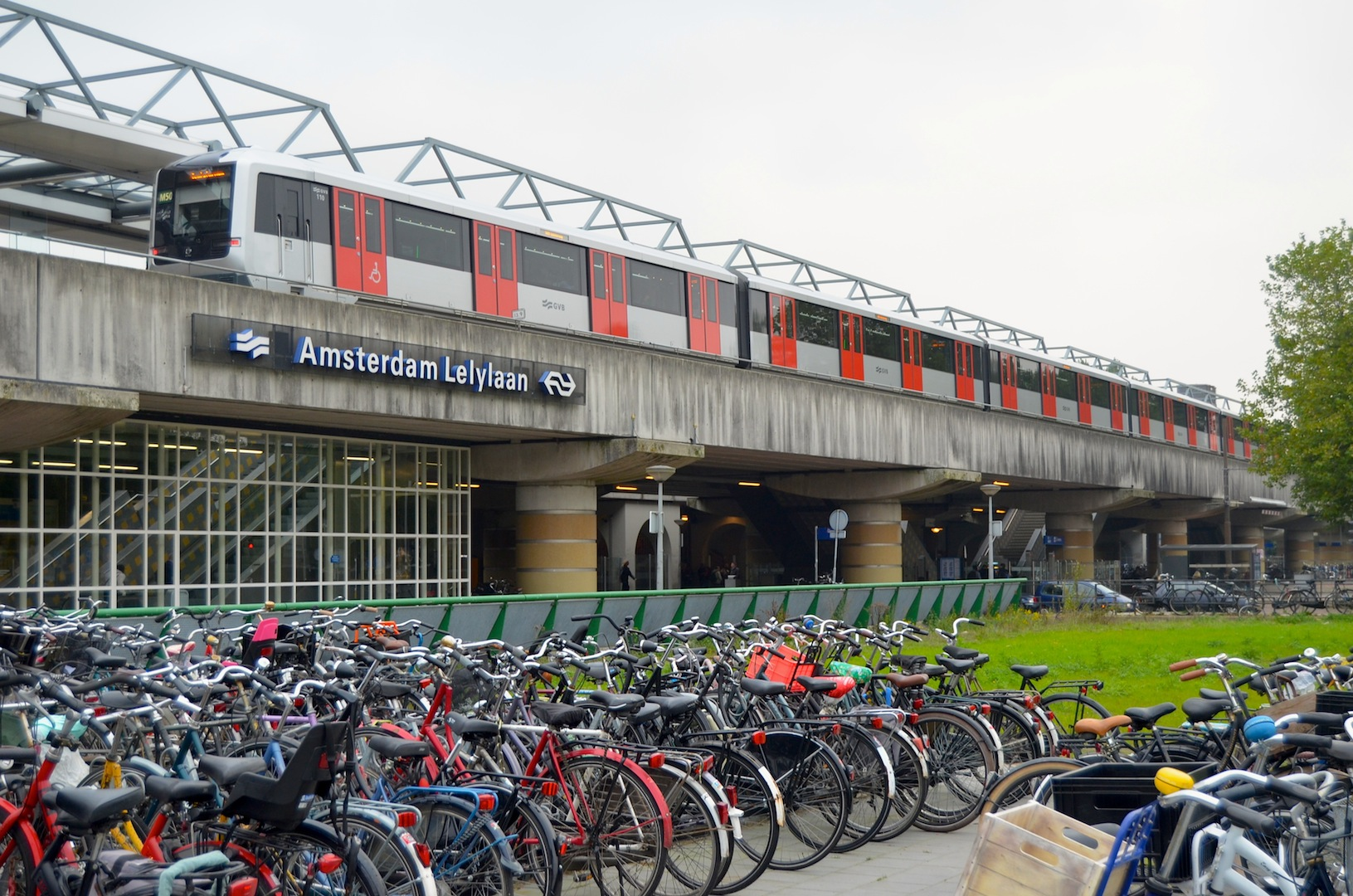
Halverwege de Cornelis Lelylaan overspant het Station Lelylaan de verkeersweg. Op het viaduct metrolijn 50.

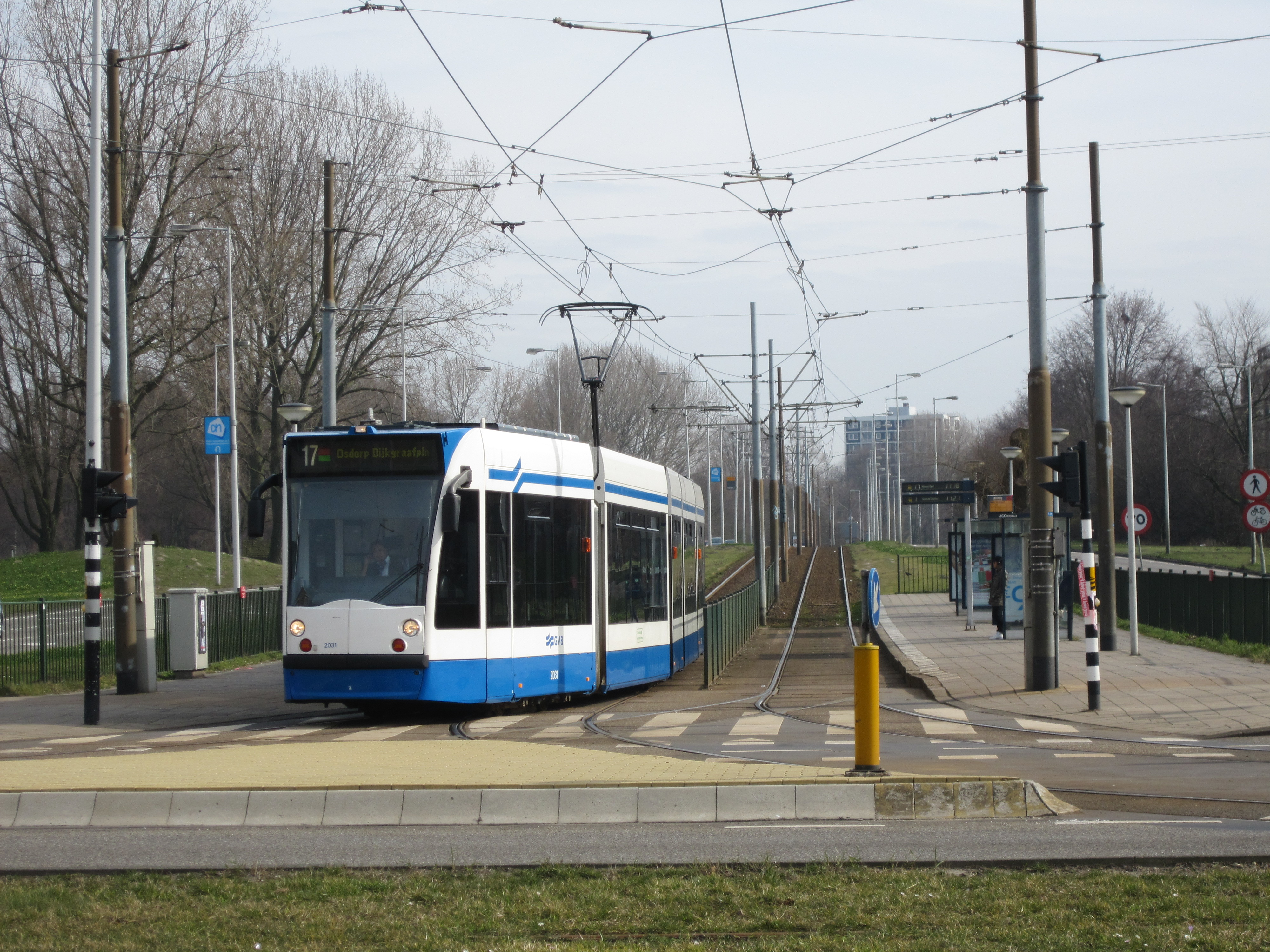
Aan het einde van de Cornelis Lelylaan bij Meer en Vaart in Osdorp buigt tramlijn 17 af naar rechts.

De Cornelis Lelylaan is een stadsautoweg in Amsterdam (onderdeel van de stadsroute s106) die de stadsdelen West en Nieuw-West met elkaar verbindt. Het trein- en metrostation Amsterdam Lelylaan ligt over de weg en is er naar vernoemd.
Op de plaats van de weg lag oorspronkelijk de Slotervaart die werd gedempt en onder het zand verdween. Iets zuidelijker werd een nieuw Slotervaart gegraven.
De weg is in 1955 opengesteld als smalle tijdelijke verbindingsweg tussen het Surinameplein en de nieuwbouw van Slotervaart en later Osdorp. De weg is vernoemd naar Cornelis Lely (1854-1929), waterbouwkundige, minister en gouverneur en de ontwerper van de Zuiderzeewerken. Het eerste deel van de definitieve weg tussen het Surinameplein en even voorbij "de Kuil"in de Ringspoorbaan werd op 19 april 1962 voor het verkeer opengesteld.De gehele definitieve weg werd op 14 juli 1962 officieel geopend door mevrouw Dirkje van 't Hull-Ras (1925-2018), echtgenote van wethouder Publieke Werken Goos van 't Hull. Een plaquette op de brug over de Westlandgracht herinnert hieraan.
De Cornelis Lelylaan loopt door de Westelijke Tuinsteden. De grotendeels hooggelegen weg begint bij het Surinameplein in Amsterdam-West. Hij loopt naar het westen, en kruist sinds 1975 met "het ei" de Ringweg A10 bovenlangs, vervolgens sinds 1986 de westtak van de Ringspoorbaan onderlangs en sinds 1997 de metrobaan en dan de Johan Huizingalaan met een viaduct. De weg was aanvankelijk geheel kruisingsvrij, waar een maximumsnelheid gold van 70 km/h, maar met de aanleg van de Ringweg en het station Lelylaan kwamen er toch gelijkvloerse kruisingen. De weg eindigt in Osdorp in een T-kruising bij Meer en Vaart aan de zuidwestelijke hoek van de Sloterplas.
Oorspronkelijk zou de weg na Meer en Vaart en een verkeersplein waar het Geer Ban zou worden gekruist, hooggelegen verder doorlopen tot de Baden Powellweg en mogelijk later nog verder naar de Middelveldsche Akerpolder. De afslagen naar Meer en Vaart waren oorspronkelijk dan ook ruim aangelegd omdat ruimte was gereserveerd voor de doorgaande weg. In 1978 werd door de gemeenteraad besloten dit laatste deel, ook de kruisende hooggelegen Geer Ban, niet aan te leggen. Op het beoogde verlengde tracé van de Lelylaan stonden in de jaren zestig en zeventig langs het Hoekenespad de noodschoolgebouwen van de Osdorper Schoolgemeenschap. Deze strook werd in de jaren tachtig definitief bebouwd met woningen. Ook ten noorden van de Jan Oudegeeststraat verschenen woningen en de groenstrook langs de Hoekenesgracht werd het Stadspark Osdorp. 
Het laagste huisnummer van de Cornelis Lelylaan is nummer 3.

## Ventwegen
Ten oosten en ten westen van de Ringweg is aan de zuidkant van de straat nieuwbouw verschenen maar met een adres aan een ventweg, de Titus van Rijnstraat en Rijnlandlaan.

## Bruggen
Een aantal bruggen en viaducten voeren de Cornelis Lelylaan over waterwegen en straten:
- Brug 386 over de Postjeswetering/Westlandgracht,
- Viaduct(en) over de Ringweg-West,
- Brug 689 over Derkinderenstraat/Delflandlaan met afslag.
- Het viaduct over de Johan Huizingalaan met afslag Brug 705, staat sinds 2008 op de gemeentelijke monumentenlijst,
- Brug 717 over Hemsterhuisstraat/Louis Bouwmeesterstraat met afslag.
- Brug 719 over het Christoffel Plantijnpad en de Christoffel Plantijngracht
- Brug 758 over (het verlengde van) de Piet Wiedijkstraat.

Ter hoogte van het Station Lelylaan wordt de weg zelf overspannen door viaducten van de westelijke ringspoorbaan: de Lelylaanmetrobrug en de Lelylaanspoorbrug.

## Openbaar vervoer
In de middenberm liggen de sporen van de tramlijnen 1 en 17. De trambaan werd in gebruik genomen op 9 september 1962 en was toen de eerste sneltramlijn geheel op vrije baan in Amsterdam. In Slotermeer en Geuzenveld bij tram 13 en in Buitenveldert en in Amstelveen bij de Amstelveenlijn werd dit concept later gedeeltelijk nagevolgd.
Op het punt waar de weg de spoor en metrolijn kruist bevindt zich sinds 1986 een treinstation, sinds 1997 gecombineerd met een metrostation.

## Kunst
Langs de Cornelis Lelylaan staan verscheidene kunstwerken:
- Kubuspalen van Joost van Santen in een plantsoen van de Johan Huizingalaan naast brug 705,
- Wegwerphuisje van Herman Makkink nabij de Sloterplas,
- een kunstwerk van Frans Mossou in de vorm van een opengewerkte metalen zuil bij Meer en Vaart en Sloterplas.